# Who Cares
«Who Cares» es una canción del músico británico Paul McCartney, que fue publicada como tercer sencillo del álbum Egypt Station el 17 de diciembre de 2018. La canción fue liberada un día antes del lanzamiento oficial del disco, el 6 de septiembre de 2018.

## Composición y grabación
En una serie de videos titulados 'Words Between Tracks', McCartney habló brevemente de cada canción del álbum, sobre Who Cares dijo:
"Con 'Who Cares' estaba pensando en una canción en la realmente estuviera hablando con las personas que puedan escucharla. Y en mi caso, me estaba imaginando a jóvenes fanáticos, o jóvenes que podrían escuchar esto, y que están pasando por algún tipo de problema en el que se los acusa [...] En estos días se trataría de Internet bullying, trolls y todo eso. En mis días de escuela, solo habrían sido acosadores y la gente en general se molestaba mutuamente. Así que sé que esto ha sucedido en todo el mundo a millones de personas. Así que lo mío era intentar y ayudar, casi dar algún tipo de consejo. 
La pista fue grabada en Henson Studios en Los Ángeles, está producida por Greg Kurstin.

## Vídeo musical
En diciembre de 2018, se liberó un cortometraje con McCartney y Emma Stone por lo que la canción fue lanzado como el tercer sencillo del álbum. El video sigue la historia de una mujer interpretada por Stone que visita a un psiquiatra (McCartney) quien la lleva a un paisaje surrealista para superar sus traumas ocasionados por el bullyng.